# Erwin Oßwald
Erwin Oßwald, nemški general, * 25. junij 1882, † 12. april 1947.